# Łagodna padaczka częściowa z iglicami w okolicy centralnoskroniowej
Łagodna padaczka częściowa z iglicami w okolicy centralnoskroniowej (zwana także padaczką rolandyczną lub padaczką Rolanda, BECTS benign childhood epilepsy with centrotemporal spikes) – typ padaczki charakteryzujący się następującymi cechami:
- choroba rozpoczyna się między 1. a 14. rokiem życia (w 75% przypadków między 7. a 10. rokiem życia)[2];
- występowaniem charakterystycznych zmian w EEG zlokalizowanych w dolnej części bruzdy środkowej, aktywowane podczas snu[1];
- brakiem objawów neurologicznych w okresie międzynapadowym.

## Występowanie
Padaczka rolandyczna, przy częstotliwości występowania około 1:5000 – 1:10 000 w populacji do 15. roku życia, stanowi około 25% wszystkich padaczek okresu dziecięcego. Występowanie ognisk iglic w okolicy dolnej części bruzdy środkowej (tzw. bruzda Rolanda) są dziedziczone jako cecha autosomalna dominująca, a ekspresja tej cechy (wystąpienie objawów) zależna jest od wieku. Dominujący charakter dziedziczenia warunkuje częstsze występowanie padaczki i drgawek gorączkowych u krewnych chorego. Około 60% chorych stanowią chłopcy. U przeszło połowy pacjentów występują tylko napady nocne. Charakteryzuje się łagodnym przebiegiem i tendencją do samoistnego ustępowania w wieku 9–12 lat (najpóźniej do 16. roku życia), choć zmiany w EEG mogą utrzymywać się dłużej.

## Obraz kliniczny
Podczas większości napadów dziecko pozostaje cały czas przytomne i zdolne do zapamiętywania. Nie potrafi jednak mówić, twarz ulega wykrzywieniu. Typowy napad trwa od jednej do trzech minut. Rozpoczyna się uczuciem sztywności i następnie przechodzenia prądu w obrębie języka, dziąseł i policzka po jednej stronie twarzy. Napadom nocnym towarzyszy zwykle krzyk dziecka. Napady nocne mają bogatszą symptomatologię i mogą przebiegać:
- jako krótkotrwałe napady, przebiegające bez utraty przytomności, występują jedynie zaburzenia mowy i wykrzywienie połowy twarzy (obraz typowy);
- podobne objawy zewnętrzne, jednak przebiegające z utratą przytomności i wymiotami;
- nocne napady drgawek toniczno-klonicznych, które raczej występują u małych dzieci (poniżej 5. roku życia), później nocne napady ograniczają się do połowy twarzy.

## Rozpoznanie
Chorobę rozpoznaje się na podstawie typowego przebiegu klinicznego. Potwierdzenie diagnozy umożliwia badanie EEG, które wykazuje charakterystyczne zmiany.

## Leczenie
U 10–15% dzieci choroba ogranicza się do wystąpienia 1 napadu. Wystąpienie jednego napadu nie jest więc wskazaniem do stosowania leków przeciwpadaczkowych. W przypadkach wymagających leczenia najczęściej stosowana jest karbamazepina lub kwas walproinowy.

## Rokowanie
Rokowanie jest znakomite, napady padaczkowe (zazwyczaj nieuogólnione) mogą przetrwać okres dojrzewania u mniej niż 2% pacjentów. Szczególnie w przypadku rozpoczęcia choroby przed ósmym rokiem życia zdarzają się przejściowe trudności lingwistyczne i kognitywne, które jednak rzutują na dalszy rozwój intelektualny rzadziej niż w 1% przypadków. Stan zdrowia i poziom życia pacjentów po przebyciu padaczki rolandycznej nie odbiega od normy dla populacji ogólnej.